# Belnahua
Belnahua, en gaélique Beul na h-Uamha, en français « La Bouche de la Caverne », est une toute petite île inhabitée du Royaume-Uni située en Écosse, dans le Firth of Lorn et faisant partie des Slate Islands, un groupe d'îles de l'archipel des Hébrides intérieures.
L'ardoise de l'île a été exploitée durant des années et l'ancienne carrière est aujourd'hui noyée sous les eaux.

## Géographie

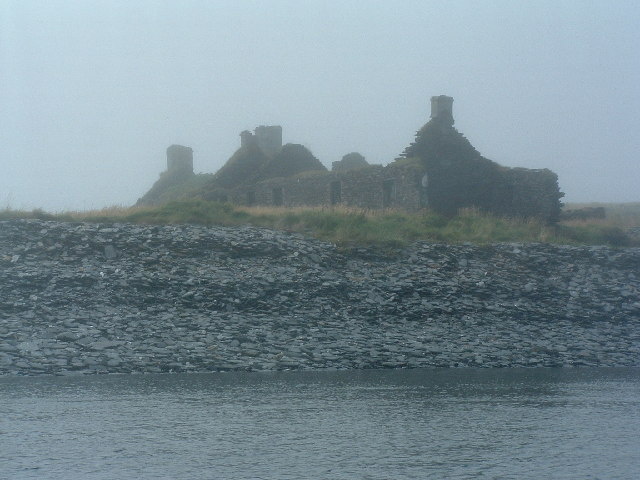
Plage d'ardoises et ruines sur Belbahua.

Belnahua est une île écossaise faisant partie des Slate Islands, un groupe d'îles situé dans le Sud de l'archipel des Hébrides intérieures, et baignée par les eaux du Firth of Lorn, un bras de mer de l'océan Atlantique. L'île la plus proche de Belnahua est celle de Fladda au sud-est, l'île importante la plus proche étant celle de Luing. Belnahua fait partie du council area d'Argyll and Bute.
L'île est grossièrement ronde et relativement plate à l'exception de quelques reliefs dans l'Ouest de l'île culminants à 22 mètres d'altitude. Les côtes de l'île sont majoritairement composées de plages de cailloux à l'exception d'affleurements rocheux sur les côtes Sud et Nord. Un petit îlot, le Maol Eilean, se situe à proximité de la côte Sud-Ouest de l'île.
Le centre de l'île est formé d'une dépression remplie d'eau qui est en réalité une ancienne carrière d'ardoise noyée. Cette ardoise était exportée de l'île via une jetée située sur la côte Est.

## Histoire
Jusqu'à la Première Guerre mondiale, Belnahua était peuplée d'environ deux cents habitants qui vivaient de l'extraction d'ardoise dans la carrière de l'île.
Aujourd'hui désertée, les bâtiments de l'île sont tombés en ruine mais elle reste visitée par quelques pêcheurs et touristes.